# (5881) Akashi
(5881) Akashi es un asteroide perteneciente al cinturón de asteroides, región del sistema solar que se encuentra entre las órbitas de Marte y Júpiter, más concretamente a la familia de Coronis, descubierto el 27 de septiembre de 1992 por Matsuo Sugano y el también astrónomo Toshiro Nomura desde el Observatorio de Minami-Oda, Japón.

## Designación y nombre
Designado provisionalmente como 1992 SR12. Fue nombrado Akashi en homenaje a la ciudad ubicada frente al mar interior de Setouchi. El planetario municipal de Akashi se estableció en 1960 precisamente en el meridiano de la hora estándar de Japón (135° al este de Greenwich), y aproximadamente 6,6 millones de personas lo han visitado.

## Características orbitales
Akashi está situado a una distancia media del Sol de 2,851 ua, pudiendo alejarse hasta 3,088 ua y acercarse hasta 2,614 ua. Su excentricidad es 0,083 y la inclinación orbital 2,687 grados. Emplea 1758,50 días en completar una órbita alrededor del Sol.

## Características físicas
La magnitud absoluta de Akashi es 12,6. Tiene 8,796 km de diámetro y su albedo se estima en 0,25. 